# Hrabstwo Dubois

Piramida wieku hrabstwa

Hrabstwo Dubois (ang. Dubois County) – hrabstwo w stanie Indiana w Stanach Zjednoczonych.

## Geografia
Według spisu z 2010 roku obszar całkowity hrabstwa obejmuje powierzchnię 435,33 mili2 (1127,5 km²), z czego 427,27 mili2 (1106,62 km²) stanowią lądy, a 8,06 mili2 (20,88 km²) stanowią wody. Według szacunków United States Census Bureau w roku 2012 miało 42 071 mieszkańców. Jego siedzibą administracyjną jest Jasper.

### Miasta
- Dubois (CDP)
- Birdseye
- Ferdinand
- Holland
- Huntingburg
- Jasper